# 宗座大學

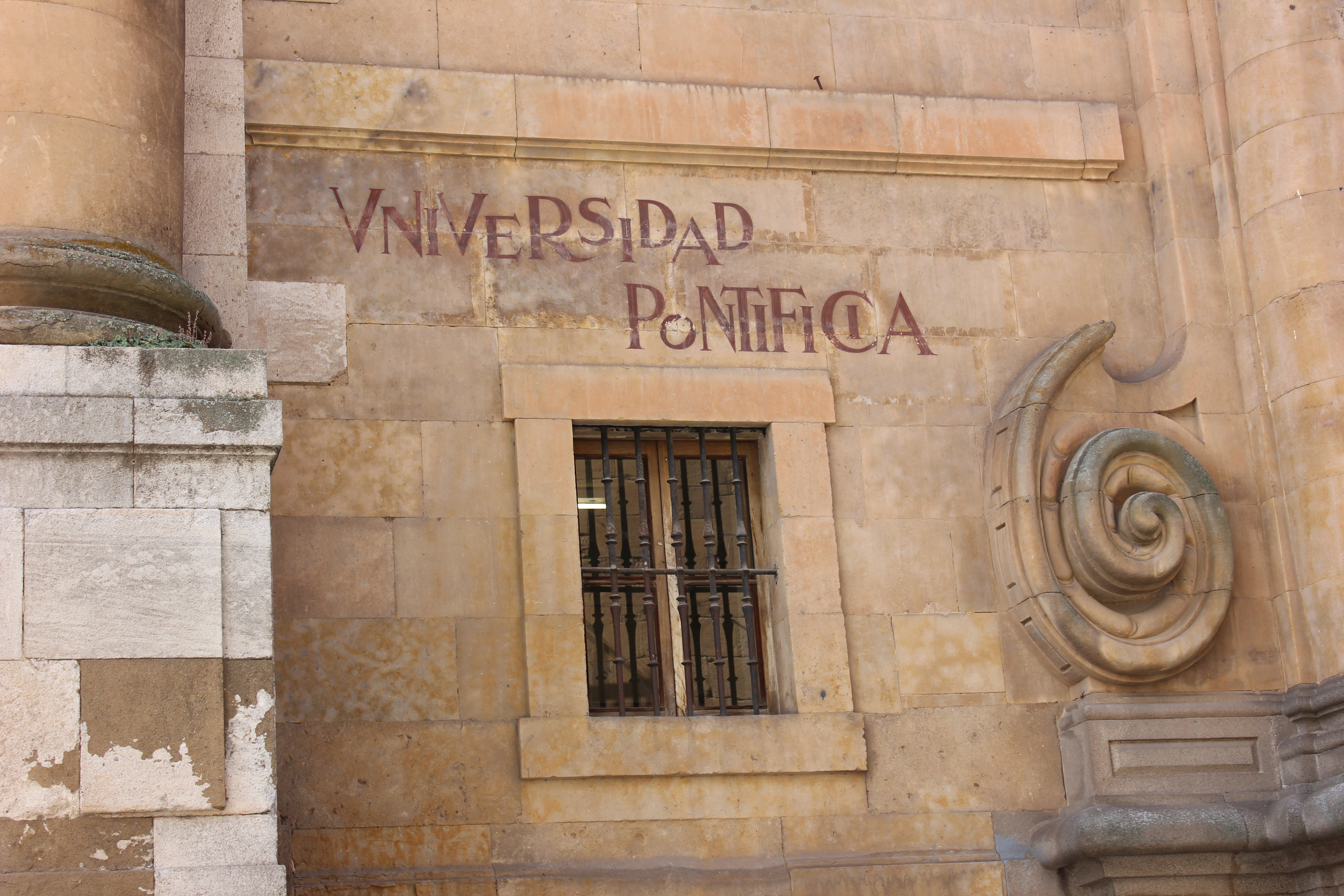

宗座大學，或稱宗鐸大學（英語：Pontifical university），是由聖座直接設立或批准設立的大學。
天主教教會的學術大學中，根據其宗旨和課程內容的不同，可以區分為兩種不同的類型：Ecclesiastical university和天主教大學。天主教大學遵守國家法律；而Ecclesiastical university在課程和學位方面由聖座直接授予與指導，是聖座高等教育體系的一部分，受到教會法的管轄。
根據1983年公佈的《天主教法典》，天主教大學有「聖座設立，隸屬羅馬教廷」、「各修道會或教區設立」的差異，前者即「宗座大學」，意義相當於「聖座擁有的大學」。 Ecclesiastical university則皆是宗座大學。

## 教會學位
Ecclesiastical university三個最核心的教會學院（Ecclesiastical faculty）：神學、哲學和教會法，在神學學位方面遵循歐洲系統，授予學士學位（Baccalaureate）、碩士學位（Licentiate）及博士學位（Doctorate）。
這些教會學位是天主教會中某些職務的先決條件，特別是考慮到主教候選人主要是從神學博士（S.T.D.）或教會法博士（J.C.D.）的神父中選出，以及教會法官和教會法律師必須至少具有教會法碩士（J.C.L.）學位。
通常在一個或兩個特殊的知識領域，非宗座大學的獨立學院或個別教學單位，聖座也許也會給予神學學位頒授的特許狀。這些單位被歸類為「宗座科系」或「宗座學院」以區別於宗座大學。
聖座資格架構（Qualifications Framework of the Holy See）認定的學位如下：
神學
- （神聖）神學學士，Baccalaureate in Sacred Theology，Sacrae Theologiae Baccalaureatus （S.T.B.）
- （神聖）神學碩士，Licentiate in Sacred Theology，Sacrae Theologiae Licentiatus （S.T.L.）
- （神聖）神學博士，Doctorate in Sacred Theology，Sacrae Theologiae Doctoratus （S.T.D.）

哲學
- 哲學學士，Baccalaureate in Philosophy，Philosophiae Baccalaureatus （Ph.B.）
- 哲學碩士，Licentiate in Philosophy，Philosophiae Licentiatus （Ph.L.）
- 哲學博士，Doctorate in Philosophy，Philosophiae Doctoratus（Ph.D.）

教會法
- 教會法學士，Baccalaureate in Canon Law，Juris Canonici Baccalaureatus （J.C.B.）
- 教會法碩士，Licentiate in Canon Law，Juris Canonici Licentiatus（J.C.L.）
- 教會法博士，Doctorate in Canon Law，Juris Canonici Doctoratus（J.C.D.）

## 全球宗座大學、學院、科系列表
目前，教廷在全球31個國家擁有約160座宗座大學、獨立的宗座學院或科系。

### 阿根廷
- 阿根廷天主教大學，布宜诺斯艾利斯

### 比利時
- 法语天主教鲁汶大学，新鲁汶
- 荷语天主教鲁汶大学，鲁汶

### 巴西
- 坎皮納斯天主教大学，坎皮納斯
- 米納斯吉拉斯天主教大学,美景市(Belo Horizonte)
- 圣保罗天主教大学，圣保罗
- 巴拉那天主教大學，庫里奇巴(Curitiba)
- 里约热内卢天主教大学，里约热内卢
- 南里奧格蘭德天主教大学，阿雷格里港（Porto Alegre）

### 加拿大
- 拉瓦尔大学，魁北克城
- 中世紀研究宗座學院，是多倫多大學的獨立研究機構。Toronto. It uniquely among all pontifical faculties grants the licentiate in Medieval Studies (L.M.S., a post-doctorate earned degree), and the doctorate (M.S.D.) which is awarded on the basis of a career. It is an independent research institute at the University of Toronto.
- 聖保祿大學，渥太华
- 舍布魯克大學，舍布魯克（Sherbrooke）

### 智利
- 智利天主教大学，圣地亚哥
- 瓦尔帕莱索天主教大学，瓦尔帕莱索

### 哥倫比亞
- 哈韋里亞納宗座大學，波哥大
- 玻利瓦爾宗座大學，马德琳

### 古巴
- 維拉諾瓦的聖托馬斯天主教大學，馬里亞瑙（Marianao）

### 多明尼加
- 馬德雷臘天主教大學，聖地牙哥市（Santiago de Los Caballeros）

### 厄瓜多爾
- 厄瓜多爾天主教大學，基多（Quito）

### 法國
- 巴黎天主教大學，巴黎（Paris）
- 圖盧茲天主教大學，圖盧茲（Toulouse）
- 里爾天主教大學，里爾（Lille）
- 西部天主教大學，昂熱（Angers）
- 里昂天主教大學，里昂（Lyon）

### 德國
- 艾希施泰特-因哥爾斯塔特天主教大學，艾希施泰特（Eichstatt）與因哥爾斯塔特（Ingolstadt）

### 瓜地馬拉
- en:Landivar University，瓜地馬拉市（Guatemala City）

### 印度
- en:Pontifical Institute of Theology and Philosophy，喀拉拉邦（Alwaye，Kerala）
- en:Pontifical Oriental Institute of Religious Studies，科特塔耶姆（Kottayam）

### 愛爾蘭
- 聖帕特里克學院，梅努斯（Maynooth）

### 意大利
- 宗座聖安東尼大學（Pontificia Università Antonianum），羅馬
- 宗座額我略大學（Pontificia Università Gregoriana），羅馬
- 宗座拉特朗大學（Pontificia Università Lateranense），羅馬
- 宗座圣多玛斯大学（Pontificia Università San Tommaso d'Aquino），羅馬
- 宗座傳信大學（Pontificia Università Urbaniana），羅馬
- 慈幼宗座大學（Università Pontificia Salesiana），羅馬
- 宗座聖十字架大學（Pontificia Università della Santa Croce），羅馬
- 宗座宗徒之后大學（Pontifical Athenaeum Regina Apostolorum），羅馬
- 宗座聖安瑟莫學院（Pontificio Ateneo Sant'Anselmo），羅馬
- 宗座基督信仰考古學院（Pontificio Istituto di Archeologia cristiana），羅馬
- 基督信仰與古典文學學院（Pontificio Istituto Altioris Latinitatis），羅馬
- 宗座聖經學院（Pontificio Istituto Biblico），羅馬
- 宗座若望保祿二世婚姻與家庭學院（Pontificio Istituto Giovanni Paolo II per Studi su Matrimonio e Famiglia），羅馬
- 宗座東方學院（Pontificio Istituto Orientale），羅馬
- 宗座奧斯定學院（Istituto Patristico Augustinianum），羅馬
- 宗座阿拉伯與伊斯蘭學院（Pontificio Istituto di Studi Arabi e d'Islamistica），羅馬
- 宗座瑪利亞神學院（Pontificia Facoltà Teologica Marianum），羅馬
- 宗座德蘭神學院（Pontificia Facoltà Teologica Teresianum），羅馬
- 宗座聖文德神學院（Pontificia Facoltà Teologica San Bonaventura），羅馬
- 宗座母佑教育學院（Pontificia Facoltà di Scienze dell'Educazione Auxilium），羅馬
- 宗座亞豐索倫理神學學院（Accademia Alfonsiana），羅馬
- 宗座嘉肋獻身生活神學學院（Istituto di Teologia della Vita Consacrata Claretianum），羅馬
- 宗座聖樂學院（Pontificio Istituto di Musica Sacra），羅馬
- 宗座醫靈會國際醫療牧靈神學院（Istituto Internazionale di Teologia Pastorale Sanitaria "Camillianum"），羅馬

### 黎巴嫩
- 聖若瑟大學，貝魯特（Beirut）

### 墨西哥
- 墨西哥天主教大學，墨西哥市（Mexico City）

### 荷蘭
- 奈梅亨拉德伯德大学，奈梅亨（Nijmegen）
- 烏得勒支天主教大學，烏得勒支（Utrecht），在2006年與蒂爾堡大學合併。

### 巴拿馬
- 聖瑪麗亞安提瓜天主教大學，巴拿馬市（Panama City）

### 巴拉圭
- en:Catholic University of Our Lady of the Assumption，亞松森（Asuncion）

### 祕魯
- en:Pontifical and Civil Faculty of Theology
- en:Pontificia Universidad Católica del Perú，Lima

### 菲律賓
- 聖道頓馬士大學（The Catholic University of the Philippines），馬尼拉

### 波蘭
- 若望保祿二世宗座大學，克拉科夫
- en:Pontifical Academy of Theology in Cracow，克拉科夫（Cracow）
- en:Pontifical Faculty of Theology in Warsaw，華沙（Warsaw）
- en:Pontifical Faculty of Theology in Wroclaw，弗羅茨瓦夫（Wroclaw）
- 卢布林若望·保祿二世天主教大學，盧布林（Lublin）

### 葡萄牙
- 葡萄牙天主教大学，里斯本

### 波多黎各
- 波多黎各天主教大學，龐塞(Ponce)

### 西班牙
- 納瓦拉大學，潘普洛納（Pamplona）
- 薩拉曼卡宗座大學，薩拉曼卡（Salamanca）
- en:Universidad Pontificia Comillas，馬德里（Madrid）
- 德烏斯托大學，畢爾包（Bilbao）

### 中華民國
- 天主教輔仁大學
- 輔仁聖博敏神學院（簡稱輔神、輔仁神學院或聖博敏神學院），由耶穌會創辦。

### 英國
- en:Heythrop College, University of London，London

### 美國
- 美國天主教大學，華盛頓特區
- en:Dominican House of Studies, Washington, DC - Pontifical Faculty of the Immaculate Conception
- en:Jesuit School of Theology at Berkeley, Berkeley，CA
- en:Niagara University，Niagara，NY
- en:Pontifical College Josephinum,
- en:Pontifical John Paul II Institute for Studies on Marriage and Family at The Catholic University of America，Washington, DC
- en:St. Joseph's Seminary, Dunwoodie, Yonkers，NY - the seminary for the Archdiocese of New York grants bachelor of Sacred Theology (S.T.B.) degrees under its charter as a satellite of the en:Pontifical University of Saint Thomas Aquinas in Rome, Italy.
- en:St. Mary's Seminary and University, Baltimore，MD
- en:University of Saint Mary of the Lake Mundelein, IL - Ecclesiastical Faculty of Theology
- en:Weston Jesuit School of Theology, Cambridge，MA

### 烏拉圭
- en:Catholic University of Uruguay 'Damaso Antonio Larrañaga'，Montevideo

### 委內瑞拉
- en:Universidad Católica Andrés Bello，Caracas